# Corrado Carnevale
Corrado Carnevale (Licata, 9 maggio 1930) è un ex magistrato italiano, presidente della prima sezione penale della Corte suprema di cassazione dal 1985 al 1993.
Soprannominato dai giornali «l'ammazzasentenze» per le numerose sentenze d'appello e provvedimenti (circa 500, per reati che andavano dall'associazione mafiosa al terrorismo) da lui annullate, fu al centro di un controverso caso giudiziario in cui venne accusato di aver favorito, durante la presidenza della prima sezione penale della Cassazione, alcuni imputati eccellenti in processi di mafia, annullando talvolta le condanne per vizi di forma (solitamente vizi procedurali, inosservanza delle norme di legge o difetto di motivazione). 
In seguito ad accuse di Gaspare Mutolo che lo coinvolse nel processo Andreotti, fu sospeso dal servizio nel 1993 e dopo essere stato condannato in appello nel 2001 per concorso esterno in associazione di tipo mafioso, fu definitivamente assolto nel 2002 nel processo in Cassazione, in quanto il fatto non sussisteva. Nel 2007 tornò in servizio, vista la richiesta volontaria di trasferimento, a una sezione civile della Cassazione, e fu quindi bloccato il procedimento di inchiesta interna a cui era stato sottoposto. È in pensione dal 2013.

## Carriera
Laureatosi in giurisprudenza all'Università degli Studi di Palermo, all'età di 21 anni (un anno d'anticipo) col massimo dei voti, partecipò giovanissimo al concorso pubblico per uditore giudiziario e lo vinse, classificandosi al primo posto in graduatoria; venne nominato uditore il 17 dicembre 1953.
Successivamente seguì una carriera assai rapida, prima giudice di tribunale, poi risultò vincitore del concorso a Consigliere di Corte di Appello e nel 1972 a Consigliere di Cassazione.

### Presidente di sezione della Cassazione
Il 1º dicembre 1985 divenne, a soli 55 anni, presidente di sezione di Corte di cassazione, il più giovane presidente di sezione della storia.
Venne elogiato per aver azzerato l'arretrato della sezione penale in pochi anni. Carnevale ebbe sempre fama di avere un'ottima memoria e una conoscenza quasi maniacale dei codici, e ha dichiarato di fare risalire la propria tendenza garantista e formalista, nonché il contrasto con altri giudici, ad un episodio del primo periodo della sua carriera:
Con la carica di presidente della prima sezione penale della Corte suprema di cassazione Corrado Carnevale assume di fatto il monopolio del giudizio di legittimità sulle sentenze di mafia. In questa veste il collegio da lui presieduto cancella circa cinquecento sentenze di mafia, per vizi di forma, il che gli fa guadagnare il soprannome «l'ammazzasentenze».
Carnevale invalida, tra l'altro, alcuni famosi processi per mafia, non assolvendo ma rinviando a nuovo processo (questo sarà la causa principale della sua "fama" di giudice propenso all'annullamento):
- nel 1987, gli ergastoli per i fratelli Michele e Salvatore Greco, ritenuti i mandanti dell'assassinio del magistrato Rocco Chinnici, per «non credibilità dei pentiti»; i fratelli Greco vennero assolti in seguito, e furono condannati altri boss;
- negli anni '80, le condanne per un processo alla banda della Magliana[6];
- nel 1987, le condanne contro 21 persone accusate di traffico di sostanze stupefacenti tra l'Italia e gli Stati Uniti, chiamata Pizza Connection, tra cui Gaetano Badalamenti;

Invalida anche alcuni mandati di cattura, tra cui:
- l'arresto di don Giovanni Stilo, accusato di essere un prete mafioso[7];
- il 5 marzo 1991, l'arresto di Giuseppe Misso, boss camorrista del Clan Misso, coinvolto nella strage del Rapido 904 Napoli-Milano;
- l'arresto del figlio di Michele Greco, Giuseppe.

Nelle motivazioni di alcuni processi, il collegio giudicante da lui presieduto nega legittimità al teorema della Commissione interprovinciale di Cosa nostra quale centro unificato criminale, e non ritiene attendibili le parole del boss dei due mondi Tommaso Buscetta, che aveva disegnato l'organizzazione mafiosa come una piramide al cui vertice stava una cupola formata dai superboss mafiosi. Per Carnevale la mafia era invece un insieme di bande, non un'organizzazione unica. Carnevale fu in lizza per assumere la carica di Primo Presidente della Cassazione, ma il caso giudiziario ne bloccò la carriera.

### Le accuse a Carnevale
Quando il guardasigilli Claudio Martelli chiamò Giovanni Falcone, che aveva istruito il maxiprocesso a Cosa nostra, a dirigere gli Affari penali del Ministero, questi gli avrebbe chiesto consiglio per evitare che sull'ultima fase giudiziaria del maxiprocesso gravasse l'ombra del dubbio, stante la fama che circondava Carnevale. La via d'uscita venne trovata con il monitoraggio delle sentenze decise dalla prima sezione: per quattro mesi un gruppo di giudici lavorò sui 12500 provvedimenti emessi dal 1989. Già il giorno dopo la pronuncia della sentenza sul caso dei fratelli Greco, alcuni parlamentari del PCI presentarono un'interpellanza parlamentare al Ministro di Grazia e Giustizia contro Carnevale.
Dopo altri annullamenti di verdetti dei giudici di merito, nel giro di pochi anni Carnevale diventa sui giornali il «giudice ammazzasentenze», sospettato di connivenza con la mafia. Nel 1987 il ministro Mino Martinazzoli, accogliendo una richiesta contenuta in una nuova interpellanza dei comunisti, dispone un monitoraggio su tutti i provvedimenti emessi dalla prima sezione penale della Cassazione. Per Carnevale fu «un'inaccettabile invasione di campo», che si concluse però favorevolmente per lui: non venne riscontrata nessuna irregolarità. 

#### La scarcerazione degli imputati al maxiprocesso (11 febbraio 1991)
L'11 febbraio 1991 43 imputati, di cui 40 boss mafiosi (tra cui Michele Greco e altri) vennero scarcerati per la scadenza dei termini di custodia cautelare dalla prima corte di Cassazione presieduta da Corrado Carnevale. Fu una decisione che generò grande fragore all'interno dell'opinione pubblica.
Nel 1992, perciò, il nuovo guardasigilli Claudio Martelli dispose un nuovo monitoraggio, accogliendo la richiesta della Commissione parlamentare antimafia all'epoca presieduta da Luciano Violante; secondo il magistrato «si risolse con un nulla di fatto» ma costò a Carnevale un'ulteriore perdita di credibilità a causa della campagna giornalistica e politica.
Come conseguenza, fu deciso un criterio di rotazione, che avrebbe portato alla sostituzione di Carnevale relativamente al maxiprocesso antimafia (di cui egli si occupava già dal 1991). Il giudice siciliano preferì per opportunità, nel pieno della polemica, cedere il passo a un altro presidente, salvo lamentarsene in seguito. Il 30 gennaio 1992 la sentenza della Cassazione confermò le condanne inflitte a Palermo.

### La sospensione dal servizio e i processi
La sequenza delle accuse culminò in uno dei maggiori scandali della storia della magistratura italiana. All'inizio fu indagato a Napoli, riguardo a sue attività di consulenza extragiudiziale, per concorso in interesse privato nell'ambito dell'inchiesta sul crack della Flotta Lauro, ma il giudice dell'udienza preliminare dichiarò il «non luogo a procedere» il 20 gennaio 1992.
Successivamente, il collaboratore di giustizia Gaspare Mutolo (uno degli accusatori anche di Bruno Contrada) lo coinvolse nel processo per l'omicidio di Mino Pecorelli, nei confronti di Giulio Andreotti (il quale sarà assolto), dichiarando che «il senatore Andreotti aveva con lui uno speciale rapporto personale», e i boss erano sicuri che non ci sarebbero stati problemi.
Nel frattempo il boss pugliese Salvatore Annacondia raccontava di aver pagato nel 1991 ben 800 milioni di lire il giudice Corrado Carnevale per ottenere la revoca di un provvedimento restrittivo; tuttavia il magistrato verrà definitivamente prosciolto nel 1997.
Il 29 marzo 1993 la procura di Palermo, nella persona di Gian Carlo Caselli e del PM Antonio Ingroia, gli inviò un'informazione di garanzia. Dal 23 aprile 1993 il magistrato venne sospeso dalle funzioni e dallo stipendio. Il 3 aprile 1995 la Procura di Palermo chiede l'archiviazione, per mancanza di prove specifiche, ed il GIP l'accoglie due giorni dopo; il 26 aprile però i magistrati di Roma trasmettono a Palermo una serie di atti che lo riguardano (tra cui intercettazioni telefoniche con presunti rapporti tra Carnevale ed alcuni «indagati romani») mentre quelle di Firenze inviano nuove dichiarazioni di Gaspare Mutolo, secondo cui Carnevale era «avvicinabile». Il 29 aprile 1995 viene nuovamente iscritto sul registro degli indagati; undici collaboratori di giustizia (tra i quali Giovanni Brusca) ricostruiscono i presunti rapporti tra Carnevale e le cosche, affermando come fosse «pacifico» che esisteva un rapporto tra lui ed i boss. Il 7 aprile del 1998 Carnevale viene rinviato a giudizio su richiesta della procura palermitana.
In relazione ai presunti aggiustamenti delle sentenze sfavorevoli ai mafiosi, il pentito Salvatore Cancemi disse che alcuni verdetti erano stati ottenuti grazie all'intercessione dei referenti politici di Cosa nostra dichiarando nel marzo del 1995 davanti alla Corte di Assise di Palermo che celebrava il processo del delitto Lima: "Totò Riina aveva più volte detto che della soluzione dei processi si interessava il giudice Corrado Carnevale che era intimo di Andreotti. Lima e Andreotti erano intimissimi dei cugini Nino e Ignazio Salvo. Il giro per gli aggiustamenti dei processi passava tra Riina, i Salvo, Lima, Andreotti e Carnevale". Cancemi non fu ritenuto credibile e in primo grado fu assolto l'8 giugno 2000 con la formula perché «il fatto non sussiste», ma il 29 giugno 2001, Carnevale fu condannato dalla Corte d'appello di Palermo per concorso esterno in associazione mafiosa alla pena di sei anni di carcere, all'interdizione perpetua dai pubblici uffici e all'interdizione legale lungo l'arco della pena (Carnevale era in corsa per ottenere la carica di primo presidente della Corte). Poche voci si levarono in sua difesa, tra esse quella del leader radicale Marco Pannella che definì la sentenza «un'esecuzione, una condanna ignobile, un momento di trionfo del neofascismo etico di sinistra».
La sentenza finale in Cassazione del 30 ottobre 2002, davanti alle sezioni penali riunite, lo assolse invece con formula piena, tramite annullamento senza rinvio che ribaltò la sentenza della Corte d'appello e ripristinò la sentenza di primo grado, constatando prove insufficienti (articolo 530) a sostenere tali accuse, non essendo dimostrabile che Carnevale volesse aiutare la mafia - rilevando che gli annullamenti erano stati effettuati anche in processi che non riguardavano la mafia.
In particolare ha dovuto rilevare come le deposizioni dei suoi colleghi magistrati di cassazione che denunciavano le sue pressioni per influire sui processi, fossero inutilizzabili in giudizio perché riferivano fatti accaduti in Camera di Consiglio, quindi coperte da segreto. Tale sentenza fece discutere moltissimo perché numerosi giuristi fecero notare che il pubblico ufficiale ha l'obbligo di mantenere il segreto a meno che non abbia il dovere di riferirne all'autorità giudiziaria, cosa che avviene proprio quando venga a conoscenza di un reato. Quindi, le testimonianze dei Giudici di Cassazione che accusavano Carnevale avrebbero dovuto considerarsi pienamente utilizzabili. Nelle motivazioni si legge che «in tema di associazione di tipo mafioso, assume la qualità di concorrente esterno la persona che, non essendo stabilmente inserita nella struttura organizzativa, fornisce un concreto, consapevole e volontario contributo» ma solo se «questo abbia una effettiva rilevanza causale ai fini della conservazione o del rafforzamento dell'associazione e sia comunque diretto alla realizzazione, anche parziale, del programma criminoso della medesima». Per la Suprema Corte le prove e «i criteri di valutazione della chiamata in reità o in correità» per il concorso esterno in associazione mafiosa devono avere «per oggetto gli elementi costitutivi della fattispecie, con riferimento allo specifico contributo (consapevole, effettivo o causalmente idoneo) recato dal concorrente alla conservazione o al rafforzamento dell'associazione ed alla realizzazione del programma criminoso della medesima».

### Reintegro e pensionamento
L'assoluzione passò quasi inosservata rispetto alla condanna e Carnevale non venne reintegrato nel suo lavoro per 6 anni.
Nel libro Un giudice solo (2006), Carnevale, a colloquio con Andrea Monda, racconta la sua verità, sostenendo che «si sia perseguito il disegno di eliminarmi in un certo momento della storia italiana in cui la sinistra estrema stava tentando, e in parte il suo tentativo riuscì, di arrivare al potere per via giudiziaria… Davo fastidio per la mia giurisprudenza e per la mia imparzialità, giurisprudenza che si poneva in conflitto col disegno di arrivare per via giudiziaria al potere».
Carnevale ha subìto anche un procedimento civile per diffamazione, per aver sostenuto che al concorso in magistratura Antonio Di Pietro avrebbe avuto due «aiutini» agli scritti e poi fu «stampellato» all'orale. Il Tribunale civile di Roma lo ha condannato in primo grado a risarcire l'ex leader dell'Italia dei Valori di 15.000 euro, a fronte dei 200.000 chiesti da Di Pietro nell'atto di citazione.
In conseguenza dell'assoluzione e a ricostruzione della carriera interrotta, una serie di norme prodotte durante il governo Berlusconi II e IV, consentirono a Carnevale di essere reintegrato come giudice operante in Cassazione, e di concorrere alla carica di Primo Presidente, nonostante i limiti di età. Nello specifico, un comma della Finanziaria del 2003, prevedeva il reintegro in onore e carriera a tutti i pubblici dipendenti, magistrati compresi, usciti assolti dalle maglie della giustizia, recuperando gli anni persi. Carnevale era andato in pensione nel 2001 ma un decreto legge precisa che il reintegro può essere possibile anche se i posti sono in soprannumero, e quindi nel 2004 chiese di tornare in servizio.
Una norma della legge 30 luglio 2007 n. 111 (approvata nel Governo Prodi II) prevedeva che chi fosse stato reintegrato, non poteva assumere cariche di vertice oltre i 75 anni invece questa norma viene abrogata nell'ottobre 2008, consentendo così di concorrere, in un'ipotesi che non si è realizzata, alla carica di presidente. Questo insieme di norme produce un braccio di ferro giudiziario tra CSM, Consiglio di Stato, Tar e Corrado Carnevale, che vince i ricorsi (in favore di 11 a 10), ottiene il pieno reintegro.
Carnevale quindi, dal 21 giugno 2007 è tornato a svolgere l'attività giudiziaria, ma presso la Prima sezione civile della Cassazione, anche se non più come Presidente; dovette anche abbandonare la candidatura come Primo Presidente della Suprema Corte. Il 13 luglio 2011 il Csm ha preso atto della sentenza del Consiglio di Stato che imponeva di ricalcolare i tempi di permanenza di Carnevale nell'ufficio da lui diretto (Cds 14/7/2011). I procedimenti interni su di lui, vista la sua richiesta di essere trasferito nelle sezioni civili, sono stati tutti archiviati.
Il giudice sarebbe potuto rimanere in servizio fino al 2015, ma decise infine di andare in pensione il 9 dicembre 2013, dopo aver compiuto 83 anni.

## Le polemiche nei confronti dei giudici antimafia
Sin dai primi anni ottanta Carnevale si schiera apertamente contro le attività del pool antimafia, che definisce «giudici sceriffo», con dichiarazioni quali:
Dichiara inoltre che i giudici «sono scansafatiche e incompetenti, non conoscono i codici e pensano solo alla carriera. Ai magistrati non piace lavorare, questa è la verità».
Di sentimenti anticomunisti e conservatori (vicino all'ala destra della Democrazia Cristiana siciliana), Carnevale arriva ad affermare che «il pasticcio dell'antimafia professionista è nato per colpire gli avversari politici della sinistra di matrice comunista. Falcone si è prestato alla manovra per anni, fino a quando si accorse che poteva convenire alla sua carriera, dopo la bocciatura come consigliere istruttore, un avvicinamento all'onorevole Andreotti».
In seguito alle stragi del 1992, nel corso di intercettazioni, vennero registrati pesanti insulti rivolti a Giovanni Falcone e a Paolo Borsellino, uccisi da Cosa nostra. Carnevale, in quelle telefonate intercettate, chiamava i due giudici martiri dell'antimafia «i Diòscuri», prendendoli in giro e dichiarando che erano «due incapaci, con un livello di professionalità prossimo allo zero».
Nel corso delle intercettazioni, Carnevale fu registrato mentre, parlando in lingua siciliana, chiamava Falcone «quel cretino»  (conversazione con l'avvocato Giovanni Aricò dell'8 marzo 1994), «faccia da caciocavallo» e aggiungeva: «Io i morti li rispetto, ma certi morti no». Aggiungeva: «A me Falcone non è mai piaciuto». Poi insinuava che Falcone avesse messo sua moglie, Francesca Morvillo (morta anche lei a seguito della strage di Capaci), nella Corte d'appello di Palermo per far confermare le condanne che Falcone otteneva in primo grado. Lo accusava così di aggiustare i processi, diceva al telefono, per «fregare qualche mafioso», sostenendo che la Morvillo fosse anche lei obiettivo della mafia in qualità di magistrato e non una vittima collaterale della strage in quanto moglie di Falcone.
Durante gli interrogatori, ammise di aver avuto del «risentimento nei confronti del dottor Falcone» e alla domanda se neppure dopo la morte di Falcone quel risentimento si fosse placato rispose "no, devo ammettere di no".
Intervistato in occasione del trentennale della strage di Capaci nel 2022, affermò di essere orgoglioso del proprio operato ("rifarei tutto"), di ritenere Falcone sopravvalutato e asserì di essere stato guidato dal principio «che ogni cittadino, anche il peggiore dei mafiosi, davanti al giudice ha gli stessi diritti e gli stessi doveri di ogni altro», venendo poi sommerso da una pioggia di critiche.

## Alcune sentenze pronunciate da Carnevale

Carnevale con la toga rossa da occasioni formali, quando presiedeva la Prima sezione penale della Cassazione

- 28 giugno 1985. La prima sezione penale della Cassazione, presieduta da Corrado Carnevale, annulla il mandato di cattura contro il leader dell'OLP Yasser Arafat, accusato di traffico di armi con le Brigate Rosse, accusa che poi si rivelerà infondata[47].
- 27 gennaio 1987. Processo per la strage di piazza Fontana: la Corte di Cassazione presieduta da Carnevale dichiara inammissibili e rigetta tutti i ricorsi presentati dagli imputati e dal procuratore generale della Corte d'assise d'appello di Bari contro la sentenza di secondo grado pronunciata il 1º agosto 1985, rendendola definitiva, confermando quindi le assoluzioni per insufficienza di prove dei neofascisti Franco Freda, Giovanni Ventura, Mario Merlino e dell'anarchico Pietro Valpreda (quest'ultimo anche su richiesta del PG), e la condanna per gli ex ufficiali del SID Gianadelio Maletti e Antonio Labruna ad un anno e a dieci mesi di reclusione rispettivamente per falsità ideologica in atto pubblico; confermata, per il maresciallo Gaetano Tanzilli, l'assoluzione per non aver commesso il fatto[48][49].
- 21 febbraio 1987. Corrado Carnevale annulla per ben tre volte la condanna all'ergastolo inflitta al mafioso della Kalsa Santo Barranca come esecutore materiale dell'assassinio del maresciallo dei carabinieri Vito Ievolella nel 1981[50][51].
- 23 febbraio 1987. Processo per l'uccisione del consigliere Rocco Chinnici[52]: Corrado Carnevale rinvia in appello a Catania e annulla gli ergastoli inflitti a Michele e Salvatore Greco. In seguito verranno ritenuti non colpevoli dalla corte d'appello per questo omicidio, ma condannati per altri.
- 24 febbraio 1987. Annullamento dei tre ergastoli inflitti dai giudici di Palermo a Giuseppe Madonia, Vincenzo Puccio e Armando Bonanno, presunti killer del capitano dei carabinieri Emanuele Basile, ucciso il 4 maggio 1980 a Monreale.[51]
- 3 marzo 1987. Corrado Carnevale presidente: troncone milanese-padovano del processo 7 aprile e processo PL-Co.Co.Ri., 112 persone appartenenti a Prima Linea e ai Comitati comunisti rivoluzionari, e altri dell'Autonomia Operaia, condannati per atti di terrorismo e reati di associazione sovversiva, in appello l'8 marzo 1986 (tribunale di Padova). Annullate con rinvio in appello le condanne all'ergastolo per omicidio di Maurizio Baldasseroni, Maurice Bignami, Oscar Tagliaferri, Giovanni Stefan, Sergio Segio e, senza rinvio, quella a 9 anni (associazione sovversiva) per l'ex leader di Potere Operaio Oreste Scalzone (processo bloccato per contumacia)[53][54]. Nel troncone romano, invece, la pena di 8 anni comminata a Scalzone sarà invece confermata nel 1988, sempre da Carnevale.
- Annullamento dei mandati di cattura contro i cavalieri del lavoro di Catania Mario Rendo, Gaetano Graci, Giuseppe Costanzo (figlio del cavaliere Carmelo) ed altri (detti i Quattro cavalieri dell'apocalisse mafiosa), ordinati dal giudice di Trapani Carlo Palermo per associazione a delinquere finalizzata all'evasione fiscale. I "cavalieri" saranno prosciolti comunque nel 1988[55].
- Annullato l'ordine di cattura per Giuseppe Misso, imputato per la strage del Rapido 904.
- Annullato il mandato di cattura emesso dal giudice istruttore di Roma a Giuseppe Calò.
- 17 marzo 1987: la Corte d'appello di Reggio Calabria il 24 aprile 1986 condanna con l'accusa di associazione a delinquere di stampo mafioso: Francesco Mammoliti, Francesco Strangio, Antonio Pizzata, Domenico Pipicelli, Carlo Fuda, Rocco Carrozza, Francesco Pascale, Antonia Vottari, Maria Falcomata e Nina Falcomata. La prima sezione della Corte suprema presieduta da Corrado Carnevale annulla con rinvio, tranne per quattro imputati, assolti direttamente con annullamento senza rinvio.
- 1º aprile 1987: la prima sezione penale della Corte di Cassazione, presieduta da Corrado Carnevale, annulla gli ordini di cattura emessi contro il boss della 'ndrangheta calabrese Giuseppe Lo Giudice e dei suoi tre figli, accusati di associazione a delinquere di stampo mafioso[56].
- 14 aprile 1987: la prima sezione della Corte di Cassazione annulla sei mandati di cattura emessi dai giudici istruttori del tribunale di Reggio Calabria emessi nell'ambito di una vasta inchiesta sulla mafia reggina.
- 1º giugno 1987: Corrado Carnevale annulla e rinvia in Corte d'appello Giuseppe Senapa e Francesco Marino, condannati a 23 e 24 anni per aver fatto sparire un ragazzo di sedici anni, Salvatore Fiorentino, perché ci sono poche motivazioni. Marino verrà in seguito considerato estraneo dalla corte d'appello e diverrà poi un collaboratore di giustizia.
- 24 settembre 1987: Corrado Carnevale annulla la sentenza della Corte d'appello di Roma contro 21 persone accusate di traffico di sostanze stupefacenti tra l'Italia e gli Stati Uniti, tra cui i fratelli Alfredo e Giuseppe Bono e il "riciclatore" di denaro sporco Salvatore Amendolito, che costituiva uno dei tronconi dell'inchiesta Pizza connection[57].
- 16 dicembre 1987: processo sulla strage dell'Italicus. Corrado Carnevale annulla la sentenza della Corte d'assise d'appello di Bologna che sulla base di numerose dichiarazioni di pentiti neri aveva condannato all'ergastolo Mario Tuti e Luciano Franci[58]. Gli imputati verranno assolti per insufficienza di prove per questo crimine nel secondo processo d'appello[59].
- 5 febbraio 1988: Corrado Carnevale annulla 45 condanne per associazione di stampo camorristico, tra cui Antonio Bardellino, Francesco Bidognetti e Mario Iovine (poi condannati in seguito), perché la decisione d'appello non rispondeva ai requisiti di legge[60].
- 5 aprile 1988: la prima sezione penale della Cassazione, presieduta da Corrado Carnevale, annulla le sentenze della corte d'assise di Salerno contro 12 presunti camorristi responsabili dell'attentato del 1982 contro il procuratore della Repubblica di Avellino, Antonio Gagliardi.
- 20 ottobre 1988: la Corte di Cassazione annulla la sentenza contro la 'ndrangheta, tra cui tredici condanne all'ergastolo e in cui era imputato Giuseppe Piromalli: per la mancata nomina sia da parte del presidente della Repubblica, sia da parte del presidente della Corte d'appello di Reggio Calabria, dei due giudici togati che affiancarono nel dibattimento il presidente della Corte d'appello[61].
- 20 ottobre 1988: Corrado Carnevale annulla il mandato di cattura contro Vincenzo Santapaola, 32 anni, nipote del boss catanese latitante Nitto Santapaola.
- 31 gennaio 1989: Corrado Carnevale ordina la revisione del processo contro Massimo Carlotto, futuro scrittore ed ex militante di Lotta Continua accusato dell'omicidio di Margherita Magello.
- 1º marzo 1989: Corrado Carnevale annulla i due ergastoli inflitti all'ideologo di destra Paolo Signorelli per l'omicidio del giudice Mario Amato e per l'uccisione del giudice Vittorio Occorsio. Signorelli (imputato anche nella strage di Bologna) sarà poi assolto per tutti i reati, per non aver commesso il fatto.
- 26 settembre 1989: Corrado Carnevale annulla la sentenza della Corte d'appello di Catania contro i boss di Francofonte: otto condanne annullate per difetto di motivazione nella sentenza.
- 20 novembre 1989: Corrado Carnevale annulla il mandato di cattura per associazione sovversiva contro Caterina Calia, presunta terrorista delle Brigate Rosse e avvocato di detenuti «politici». In seguito sarà prosciolta dall'accusa.
- 28 novembre 1989: Corrado Carnevale annulla 41 condanne per oltre cinque secoli di carcere contro gli esponenti della malavita organizzata di Roma (banda della Magliana).
- 23 gennaio 1990: Corrado Carnevale annulla le condanne di alcuni ex militanti di Avanguardia operaia coinvolti nell'assalto del bar Porto di classe (avvenuto il 31 marzo 1976) e conferma quelle per l'omicidio di Sergio Ramelli, militante missino ucciso nel 1975[62].
- 30 gennaio 1990: Corrado Carnevale annulla con rinvio le assoluzioni dei carabinieri Antonio Chirico, Dino Mingarelli e Giuseppe Napoli, accusati di falso materiale e ideologico, soppressione di atti e calunnia nell'ambito della strage di Peteano, confermando l'ergastolo al neofascista Carlo Cicuttini[63].
- 10 dicembre 1990: Corrado Carnevale annulla la sentenza di condanna contro Stefano Delle Chiaie per la ricostituzione del gruppo di estrema destra Avanguardia Nazionale. Delle Chiaie sarà poi assolto da tutte le imputazioni in appello.
- Marzo 1991: Corrado Carnevale annulla il provvedimento di custodia cautelare relativamente all'accusa di associazione camorristica a carico di Francesco Schiavone, il boss soprannominato Sandokan.
- 29 ottobre 1991: Corrado Carnevale annulla la custodia cautelare ordinata dalla corte d'assise per alcuni capi dei clan Moccia e Magliulo, della camorra di Afragola.
- 19 novembre 1991: la prima sezione presieduta da Corrado Carnevale annulla tre condanne per i brigatisti rossi Paolo Cassetta, Geraldina Colotti, Fabrizio Melorio in merito all'omicidio del generale Licio Giorgieri (poiché detenuti al momento del fatto; saranno condannati poi per concorso morale, e non per l'esecuzione materiale), e di Daniele Mennella per banda armata, mentre conferma le altre condanne di brigatisti per lo stesso omicidio (Aldo Baldacci, Claudia Gioia, Francesco Maietta, Maurizio Locusta, Paolo Persichetti, quest'ultimo, in contumacia, per concorso morale)[64].
- 17 febbraio 1992: Corrado Carnevale annulla la custodia cautelare per Bruno e Claudio Carbonaro, pluripregiudicati, accusati di essere stati tra gli assassini della strage di Gela (parte della guerra di mafia locale tra Stidda e Cosa nostra) che provocò 8 morti, perché non valgono le dichiarazioni di un collaboratore di giustizia che li accusava di aver fatto parte del commando assassino. Saranno poi assolti e diverranno collaboratori di giustizia.
- 27 febbraio 1992: Corrado Carnevale annulla la sentenza con cui la Corte d'assise d'appello di Torino aveva inflitto tredici ergastoli e ottanta altre condanne agli uomini del clan dei catanesi che aveva insanguinato il capoluogo piemontese negli anni ottanta: le dichiarazioni dei collaboratori di giustizia non avevano trovato sufficiente riscontro e perciò non si trattava di associazione di stampo mafioso. Alcuni saranno condannati per altri crimini[65].
- 19 marzo 1992: Corrado Carnevale annulla 4 ergastoli nel grande processo contro le cosche mafiose di Reggio Calabria.
- 24 giugno 1992: nel maxiprocesso-ter, Corrado Carnevale annulla 4 ergastoli, confermando l'assoluzione ottenuta in corte d'appello per Michele Greco, Paolo Alfano, Salvatore Montalto, Salvatore Rotolo e Vincenzo Sinagra[66].
- 1º settembre 1992: Corrado Carnevale annulla l'ordinanza di rinvio a giudizio del maxiprocesso, la sentenza di condanna a 18 anni di primo grado e la condanna d'appello ad otto anni a carico del boss mafioso Alfredo Bono. Quando Falcone lo interrogò, Bono aveva un solo avvocato anziché i due richiesti, causa una mancata notifica.
- L'11 novembre 2008 Corrado Carnevale ha giudicato formalmente non corrette le procedure seguite per la raccolta di diverse centinaia di migliaia di firme per i referendum sull'abolizione dell'ordine dei giornalisti, i finanziamenti pubblici all'editoria e la legge Gasparri, promossi dall'ex comico Beppe Grillo. Presidente della Corte è Corrado Carnevale, a capo della commissione per il referendum.[67]

## Accuse di Massimo Ciancimino e altri
Il 1º febbraio 2010 Massimo Ciancimino ha dichiarato: «Nel 1990 mio padre si fece annullare la carcerazione grazie ai rapporti che aveva in Cassazione»; Massimo Ciancimino, nel rendere queste dichiarazioni, ha fatto esplicito riferimento, come autorità giudiziaria che annullò la misura, alla prima sezione della Cassazione all'epoca presieduta proprio dal giudice Corrado Carnevale; il 22 maggio 2012 la collaboratrice di giustizia Giuseppina Pesce, figlia del boss Salvatore, deponendo nel processo alla 'ndrina Pesce, dichiara che «Il magistrato di Cassazione Corrado Carnevale era amico di mio suocero, Gaetano Palaia, che si rivolgeva a lui per ottenere scarcerazioni». Tali dichiarazioni, senza riscontro, non hanno avuto al momento esiti giudiziari.

## Riferimenti nella cultura di massa
La canzone Adelante! Adelante!, pubblicata nel 1992 da Francesco De Gregori nell'album Canzoni d'amore contiene un esplicito riferimento al giudice Carnevale nel seguente passaggio:
Di questa terra senza misura
Che già confonde la notte e il giorno
E la partenza con il ritorno
E la ricchezza con il rumore
Ed il diritto con il favore
E l'innocente col criminale

Ed il diritto col carnevale

## Opere
- L'appalto: Appalto pubblico e privato, a cura di Corrado Carnevale, Giuffré, 1974.
- Delle successioni - Volume 1 con Umberto Gentili e Ulpiano Morcavallo, Giuffré, 2005.
- Un giudice solo. Una vicenda esemplare, a colloquio con Andrea Monda, Venezia, Marsilio, 2006. ISBN 88-317-8867-1.
- Partecipazione a Guido Vitiello, Non giudicate. Conversazione con i veterani del garantismo, con Mauro Mellini, Domenico Marafioti e Giuseppe Di Federico, introduzione di Giuliano Ferrara, Liberilibri, 2012